# Кашина Черадело-Коломбина (Лоди)
Кашина Черадело-Коломбина је насеље у Италији у округу Лоди, региону Ломбардија.
Према процени из 2011. у насељу је живело 58 становника. Насеље се налази на надморској висини од 63 м.